# Anna Kohlweis
Anna Kohlweis (* 30. Juni 1984 in Klagenfurt) veröffentlichte unter dem Pseudonym Paper Bird unter anderem drei Alben beim österreichischen Label Seayou Records. Sie trat als Musikerin auch bei A Thousand Fuegos, Go Die Big City und Das trojanische Pferd auf. Ihr Musikvideo Devil aus dem Jahr 2009 war für den Content Award Vienna in der Kategorie Fempower, sowie für den FM4 Award bei den Amadeus Austrian Music Awards nominiert, das Musikvideo In pieces für den ASIFA AUSTRIA AWARD/Best Austrian Animation 2011. Aktuell präsentiert Anna Kohlweis sich unter dem Alias Squalloscope, der einen persönlichen Neuanfang darstellen soll. Unter diesem Alias veröffentlichte sie das Album Soft Invasions und die EP desert-EP (ebenfalls unter dem Label Seayou Records) und trat u. a. in Berlin und New York auf.

## Zur Person
Anna Kohlweis wurde 1984 in Klagenfurt geboren. Dort besuchte sie das Realgymnasium BRG Klagenfurt-Viktring mit besonderer Berücksichtigung der musischen Ausbildung. Von 2004 bis 2009 war sie an der Universität Wien im Studium der Theater-, Film- und Medienwissenschaft inskribiert, seit 2008 ist sie an der Akademie der bildenden Künste Wien. Anna Kohlweis lebt zurzeit in Wien.

## Musikalischer Stil und Schaffen
Anna Kohlweis' Arbeit zeichnet sich dadurch aus, dass sie sämtliche nötigen Arbeitsschritte vom Songwriting bis zur Produktion selbst übernimmt. Ihre Musik kann als experimentelle song-orientierte Popmusik bezeichnet werden.
Ihre Texte sind in englischer Sprache verfasst.

## Sonstiges
Squalloscope schuf mit der Erstellung ihres Memes Creepo Mac Creeps innerhalb der Facebookgemeinde die sinnbildliche Verkörperung des imaginären Freundes. Ihre Arbeit wurde zudem innerhalb der Universität Wien, durch das Bestreben von Christian Stiegler, zum Brennpunkt medientheoretischer Diskurse.

## Diskografie

### Alben
Paper Bird
- 2006: Peninsula
- 2008: Cryptozoology
- 2009: Thaumatrope

Squalloscope
- 2012: Soft Invasions